# 整合主義
整合主義（法語：intégrisme）对天主教社会思想的政治解读，坚信只要在社会中占优势时，天主教信仰就应成为公民社会中公法和公共政策的基础。整合主義与多元主义相对立，寻求天主教在世俗和精神领域取得主导地位。